# Bitva u Magerobriga
Bitva u Magetobriga se odehrála v roce 63 př. n. l. mezi soupeřícími galskými kmeny, v niž Aeduové byli poražení Sekvany a Arverny, kteří se spojili s germánskou konfederací vedenou Ariovistem.
Podle Strabóna byly příčinou konfliktu mezi Aeduji a Sekvany obchodní záležitosti. Řeka Arar (Saône) byla součástí hranice mezi oběma kmeny a oba kmeny si nárokovaly mýtné z obchodu na řece. Sekvanové kontrolovali přístup i k řece Rýn a aby ochránili své další zájmy, vybudovali oppidum Vesontio (Besançon). V roce 63 př. n. l. požádali Sekvanové a Arvernové o pomoc Ariovista, krále germánského kmene Svébů, aby ukončili dlouhotrvající obchodní spor.
Ariovistus překročil řeku Rýn s konfederací germánských kmenů a poté se střetl v bitvě s Aeduji, v blízkosti sekvanského sídla Magetobria (nebo Amagetobria) v současnosti obec Amage ve francouzském departementu Haute-Saône. Ariostovi byly za pomoc přislíbeny pozemky v Gálii. Po porážce poslali Aeduové vyslance Diviciaca do Říma, aby požádal římský senát o pomoc. Římský generál Julius Caesar později použil jeho žádost, jako záminku k zahájení dobývání Galie. Diviciacus byl v Římě hostem Marca Cicera, který s ním hovořil o svých vědomostech o věštění, astronomii a přírodní filozofii. Diviciaca označil za druida.